# Boulancourt
Boulancourt település Franciaországban, Seine-et-Marne megyében. Lakosainak száma 341 fő (2022. január 1.). Boulancourt Rumont, Augerville-la-Rivière, Le Malesherbois, Orville, Buthiers és Fromont községekkel határos.

## Népesség
A település népességének változása:
| Lakosok száma | 377  | 366  | 368  | 347  | 341  | 335  | 329  | 332  | 341  |
|               | 2013 | 2015 | 2016 | 2017 | 2018 | 2019 | 2020 | 2021 | 2022 |